# Тениска
Тениската е вид облекло с къси ръкави с т-бразна форма, откъдето идва и оригиналното наименование на английски („t-shirt“). Тениските обикновено са изработени от еластична и лека материя, която лесно се поддържа и почиства. Тениската води началото си от XIX век, когато е използвана като част от бельото, а в средата на XX век се налага като ежеднвно облекло.
Тениските обикновено са изработени от памучен текстил, който се отличава с гъвкава и еластична текстура. Някои съвременни модели са изработени с непрекъсната кройка, така че нямат странични шевове и ръбове. Производството на тениски в наши дни е силно автоматизирано и може да включва рязане на плат с лазер или водна струя.
Тениските са евтини за производство и често са част от бързата мода, което води до големи продажби. В САЩ например се продават около два милиарда тениски годишно. Средностатистическият гражданин на Швеция пък си купува приблизително девет тениски всяка година. Производствения процес може да бъде както екологичен и съобразен с устойчивото развитие, така и с негативни последствия върху околната среда.

## История на тениските
Простите т-образни горни дрехи са част от човешкото облекло от древни времена. Дрехи, подобни на тениските, носени по-рано в историята, обикновено се наричат туники.
Съвеременната тениска води началото си от XIX век, когато е използвана като част от бельото. Първото бельо от горна и долна част е разделено така, че горната част да бъде достатъчно дълга, за да се пъхне под талията на долнището. Тениските във варианти с или без копчета са използвани от миньорите и хамалите в края на XIX като удобна връхна дреха за гореща работна среда.
Като удобни и лесни за обличане дрехи без копчета, най-ранните данни за използване на тениски датират около Испанско-американската война от 1898 г. В този период „Купър Ъндъруеър Къмпани“ пуска реклама в списание, обявяваща нов продукт „за ергени“.
През 1913 г. военноморските сили на САЩ въвеждат тениските като част от бельото за войниците. Те са изработени от бяла памучна материя с кръгло деколте и се носят под униформата. Става обичайна гледка моряците и морските пехотинци да събличат горната част от униформите си в горещия тропически климат и така да остават по предвидените за бельо тениски. Скоро тениските се превръщат в популярна част от долното облекло за работници в различни индустрии, включително селското стопанство. Те са лесни за обличане, лесни за почистване и евтини. Поради тази причина стават популярна част от облеклото на младите мъже.
Думата „тениска“ става част от американския английски през 20-те години на XX век и се появява в речника „Merriam-Webster“. Първият човек, който въвежда наименованието „t-shirt“ („тениска“) е Ф. Скот Фицджералд през 1920 г. Той го използва в романа си „Отсам рая“. Оттогава терминът навлиза масово в английския език и се използва и до днес.[ неясно? ]
Тениските придобиват световна популярност и се превръщат в част от поп-културата след като се появяват в някои емблематични филми. Първо Марлон Брандо в „Трамвай „Желание“ от 1951 г., а след това и Джеймс Дийн в „Бунтовник без кауза“ от 1955 г. показват, че тениската може да се носи и като самостоятелна част от облеклото.
Днес тениските са сред най-популярните модни артикули. Срещат се множество вариации като дизайн и материи.